# Подібна
Поді́бна — село в Україні, в Маньківській селищній громаді Уманського району Черкаської області. Розташоване за 11 км на південний захід від селища Маньківка. На околиці села знаходяться залізничний роз'їзд Подібне та автошлях М05. Населення становить 969 осіб (станом на 2005 р.).

## Історія
Історія села починається з середини XVII століття.
У 1759 році тут збудовано на новому місці й освячено Михайлівську церкву. На той час у селі проживало 431 чоловіків та 411 жінок, які мешкали в 102 будинках. Працювало два млини.

У 1864 році Лаврентій Похилевич занотував у своїх «Сказаннях…» про це поселення так: 
|  | К Помойницкому приходу причислено село Подобное, отстояіуее в 5-ти верстах от Помойника. Жителей в нем обоего пола 1163. Приписная церковь Михайловская, деревянная, построена 1759 года. До 1842 года она была особою приходскою и имела собственную землю, поступившую в казну за уничтожением особою прихода. |

У 1900 році в селі було 382 двори; кількість мешканців: чоловіків — 915, жінок — 992. На той час тут діяли церква, церковно-приходське училище, вітряк та млин.
У 1905 році село  відносилося до Краснопільської волості Уманського повіту Київської губернії, у землекористуванні населення знаходилося 2640 десятин; на той час у селі було 406 дворів.
Під час Другої світової війни  в селі діяла підпільна диверсійна група на чолі з Миколою Савовичем Громовим-Смаженюком, які пустили під укіс два поїзди на залізничній ділянці Поташ—Яроватка. 255 уродженців села брали участь у боях, із них: 119 нагороджені бойовими нагородами, 131  загинули. У 1947 році на братській могилі, де поховані визволителі села, встановлено пам'ятник. У 1965 році в центрі села збудовано обеліск Слави воїнам-визволителям, які загинули на війні.
У післявоєнний період у селі була контора колгоспу імені М. Щорса, за господарством було закріплено 2201,7 гектари землі, у тому числі 2103,2 га орної. В господарстві вирощували зернові і технічні культури, було розвинуте м'ясо-молочне тваринництво. Тут був млин, механічна та деревообробна майстерні. На той час у селі були відкриті восьмирічна школа, будинок культури, бібліотека з фондом 12,4 тисяч книг, медичний пункт, дитячий садок, відділення зв'язку, три магазини.

## Населення

### Мова
Розподіл населення за рідною мовою за даними перепису 2001 року:
| Мова            | Кількість | Відсоток |
| --------------- | --------- | -------- |
| українська      | 1013      | 97.12%   |
| російська       | 29        | 2.78%    |
| інші/не вказали | 1         | 0.10%    |
| Усього          | 1043      | 100%     |

## Археологічні знахідки
На території села виявлено залишки поселення трипільської культури, 5 — доби бронзи, 2 — черняхівської культури. Історик Михайло Брайчевський у книжці «Римська монета на території України» засвідчив, що в Подібній знайдено срібні монети Марка Аврелія, а також прадавнє скляне намисто, фрагменти мідного виробу, глиняні вироби.
Біля села під час археологічних розкопок у 70-х роках XIX століття знайдено залишки Святого Письма українською мовою.

## Галерея

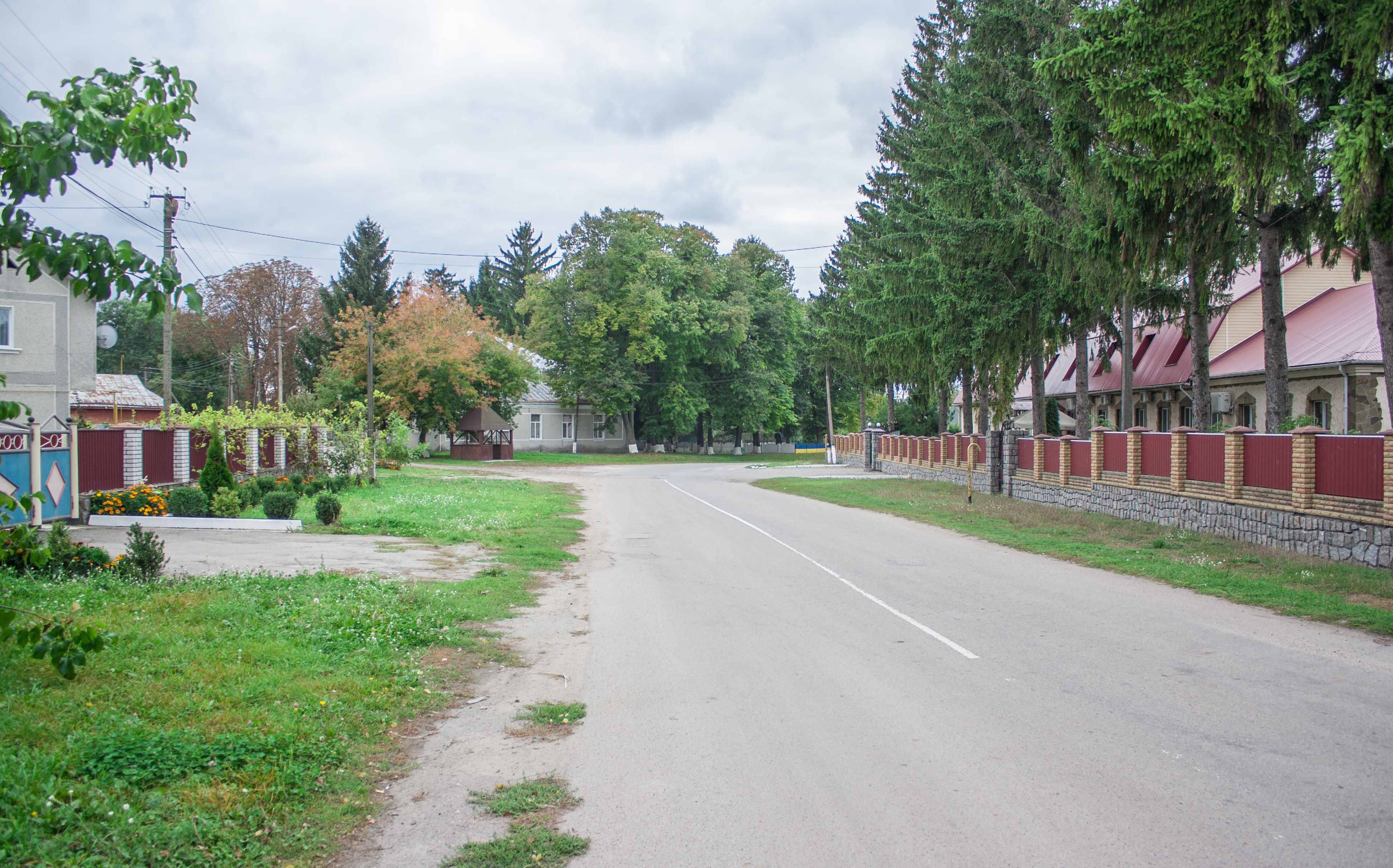
Центр села
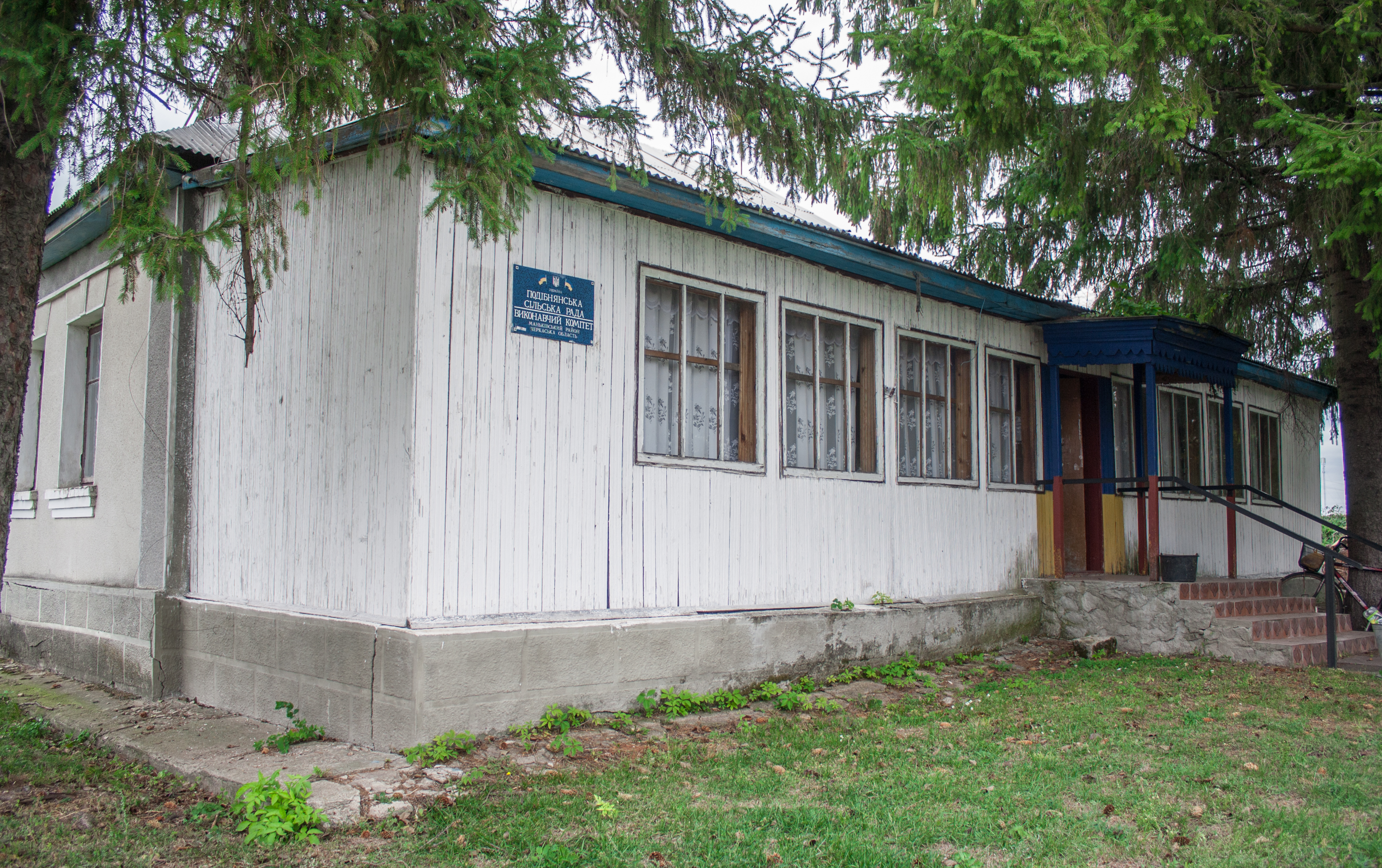
Сільська рада
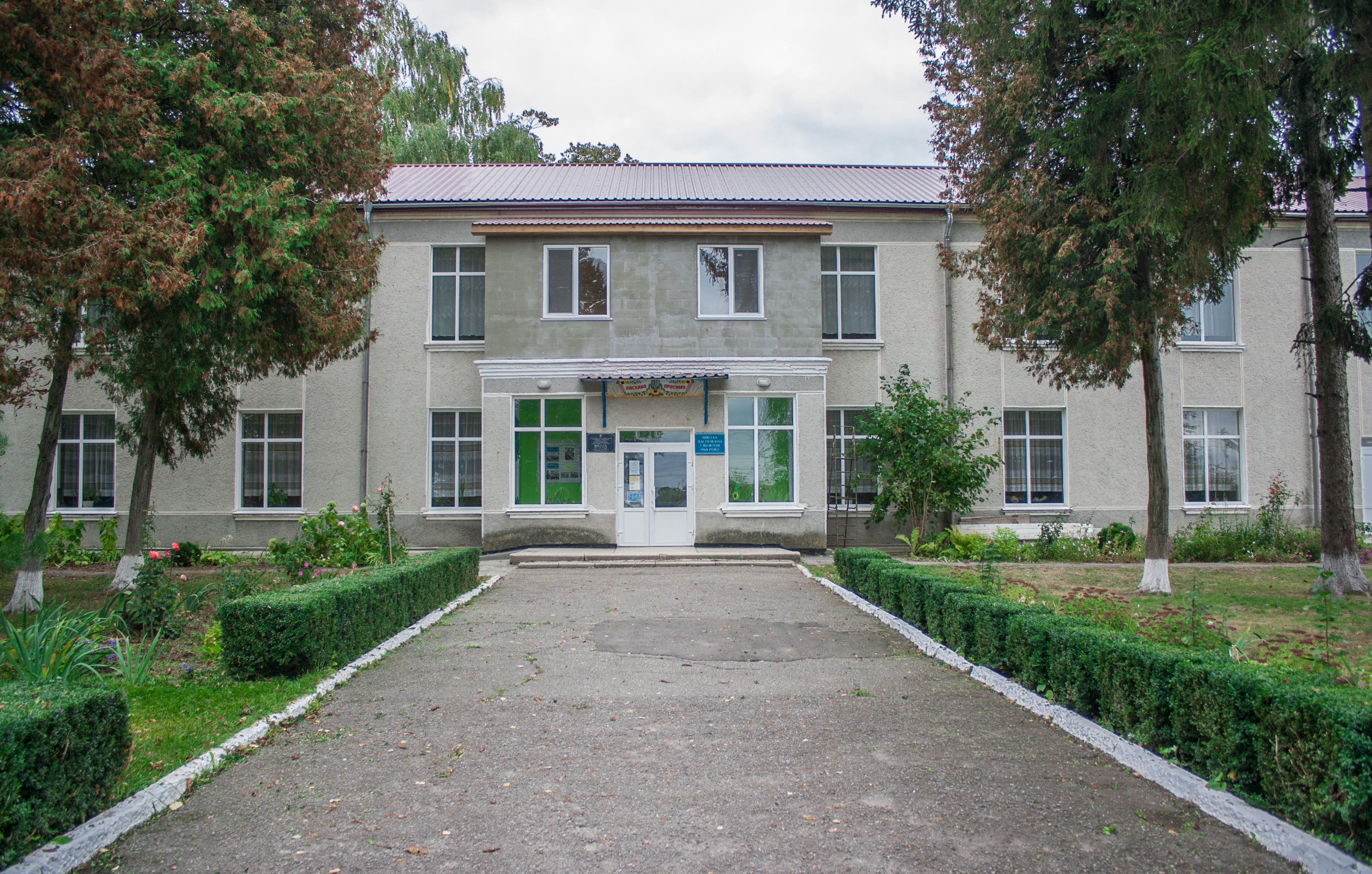
Школа
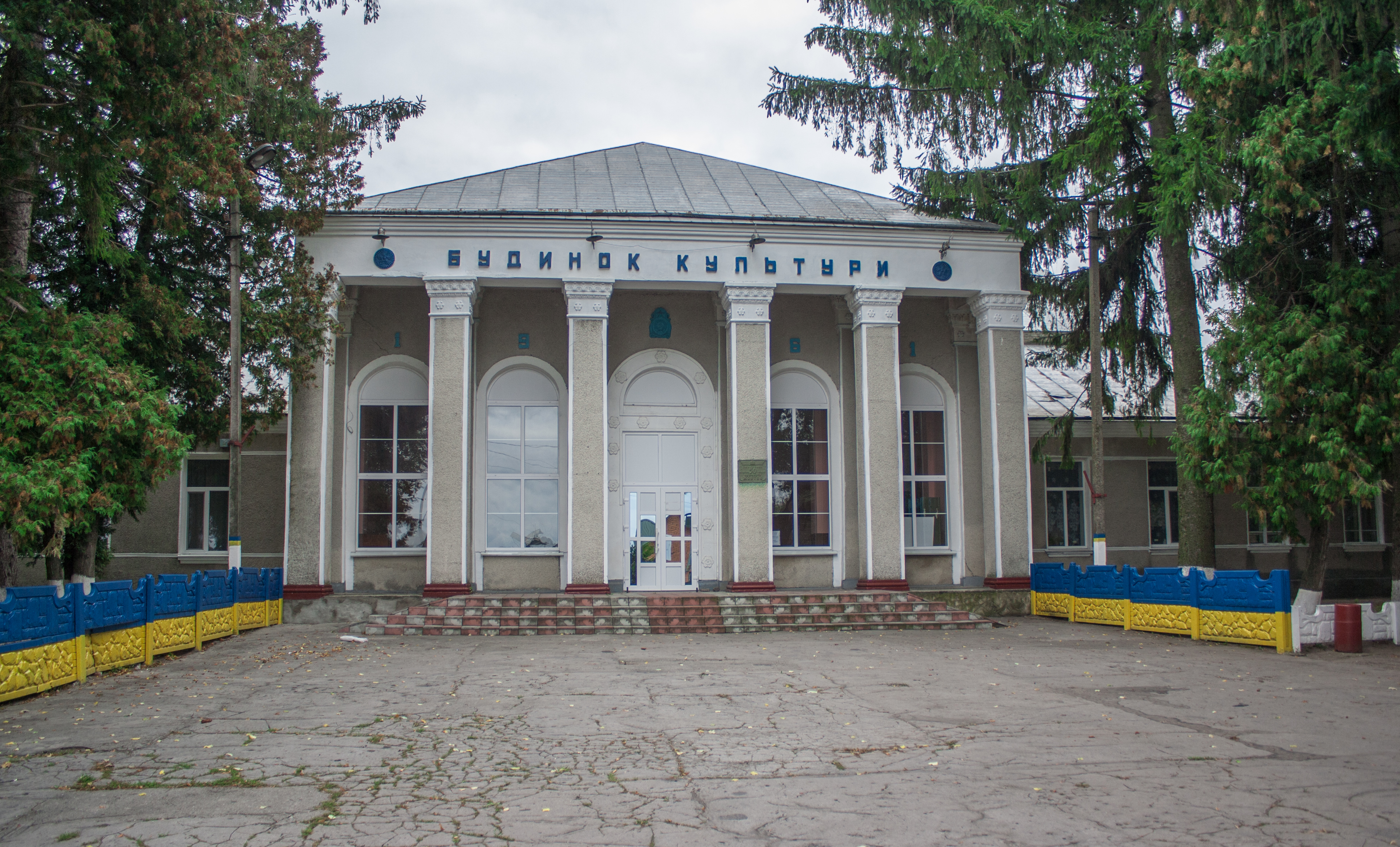
Будинок культури
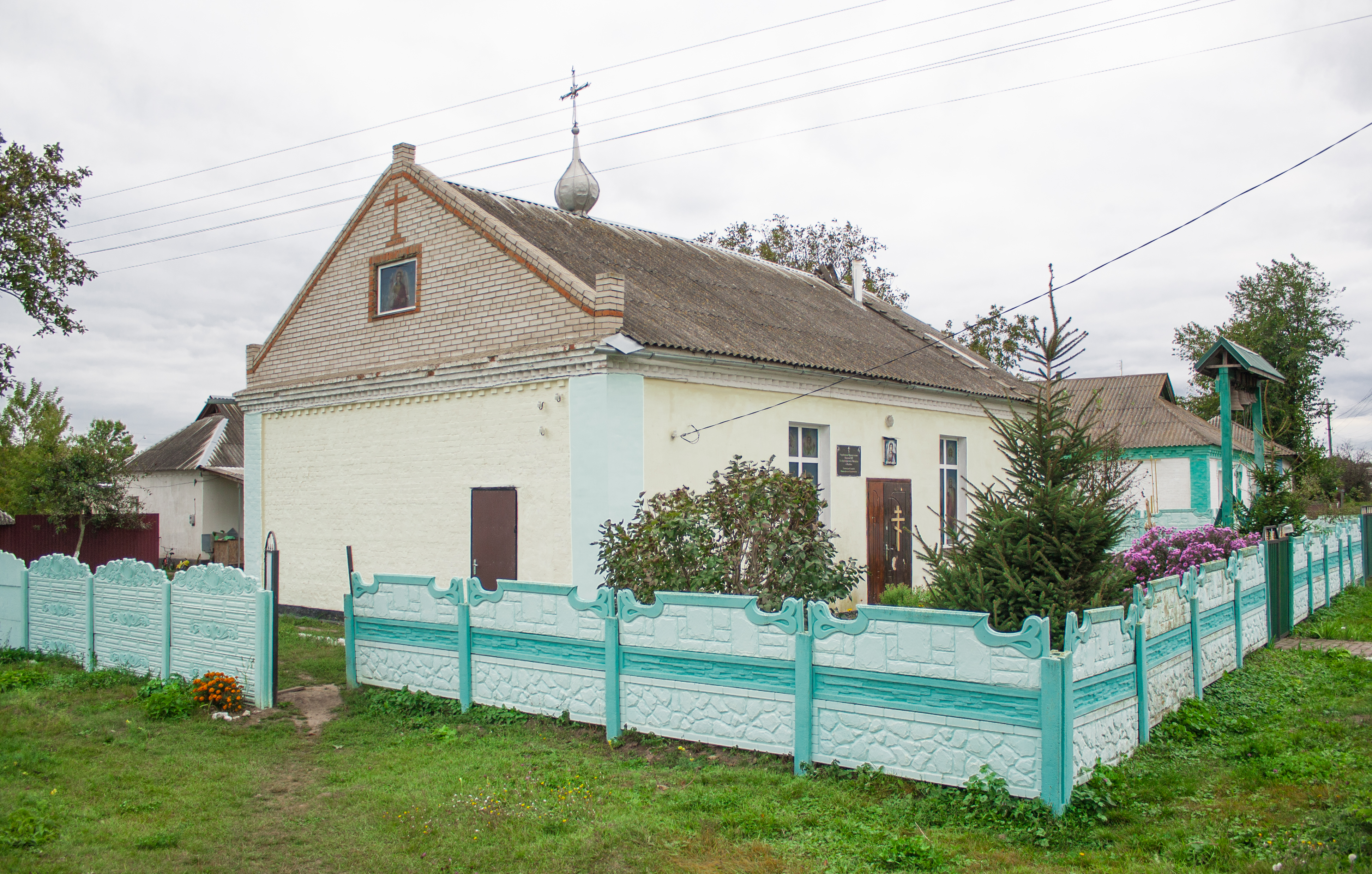
Церква
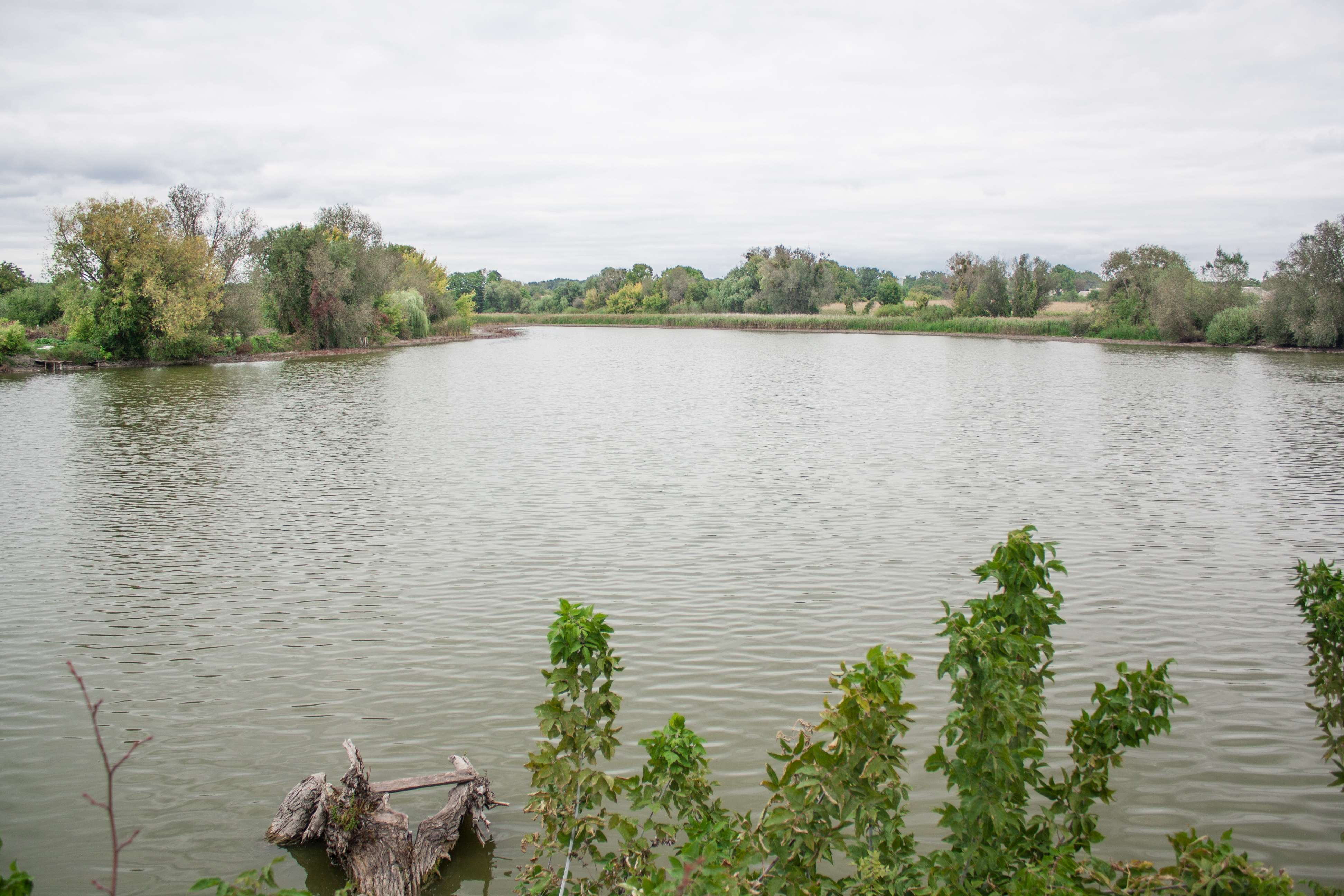
Ставок
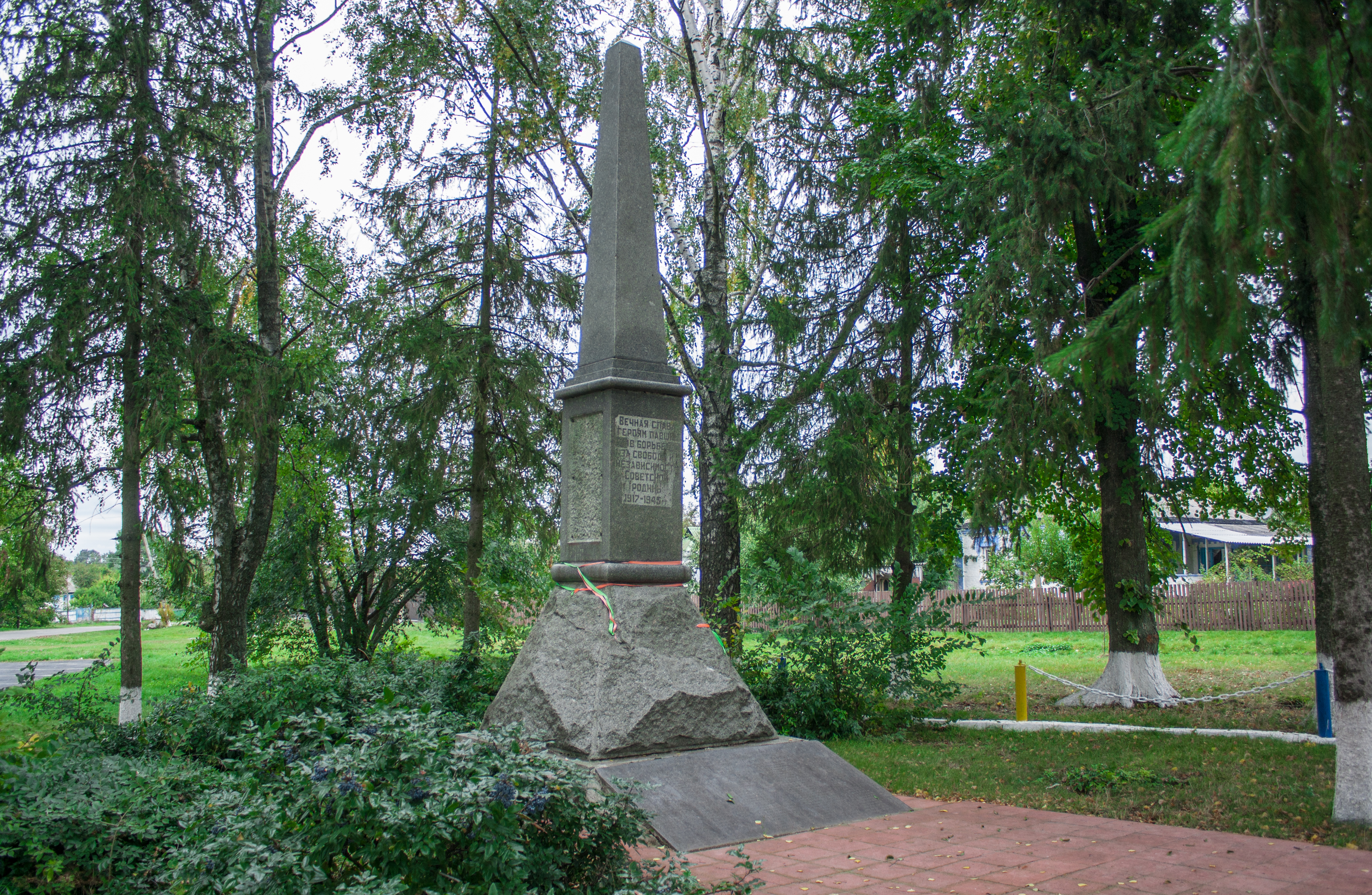
Пам'ятник воїнам-односельцям
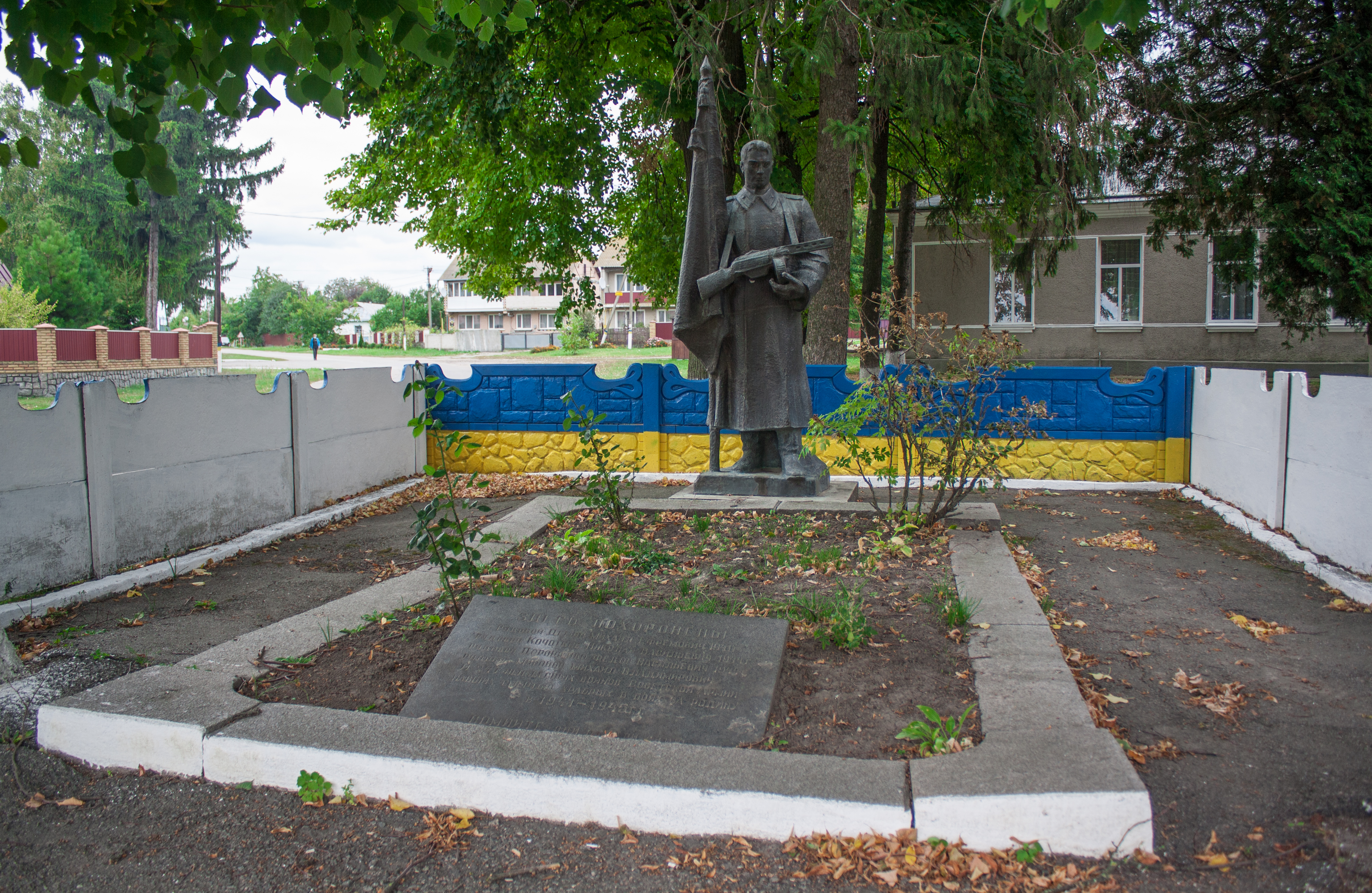
Братська могила радянських воїнів
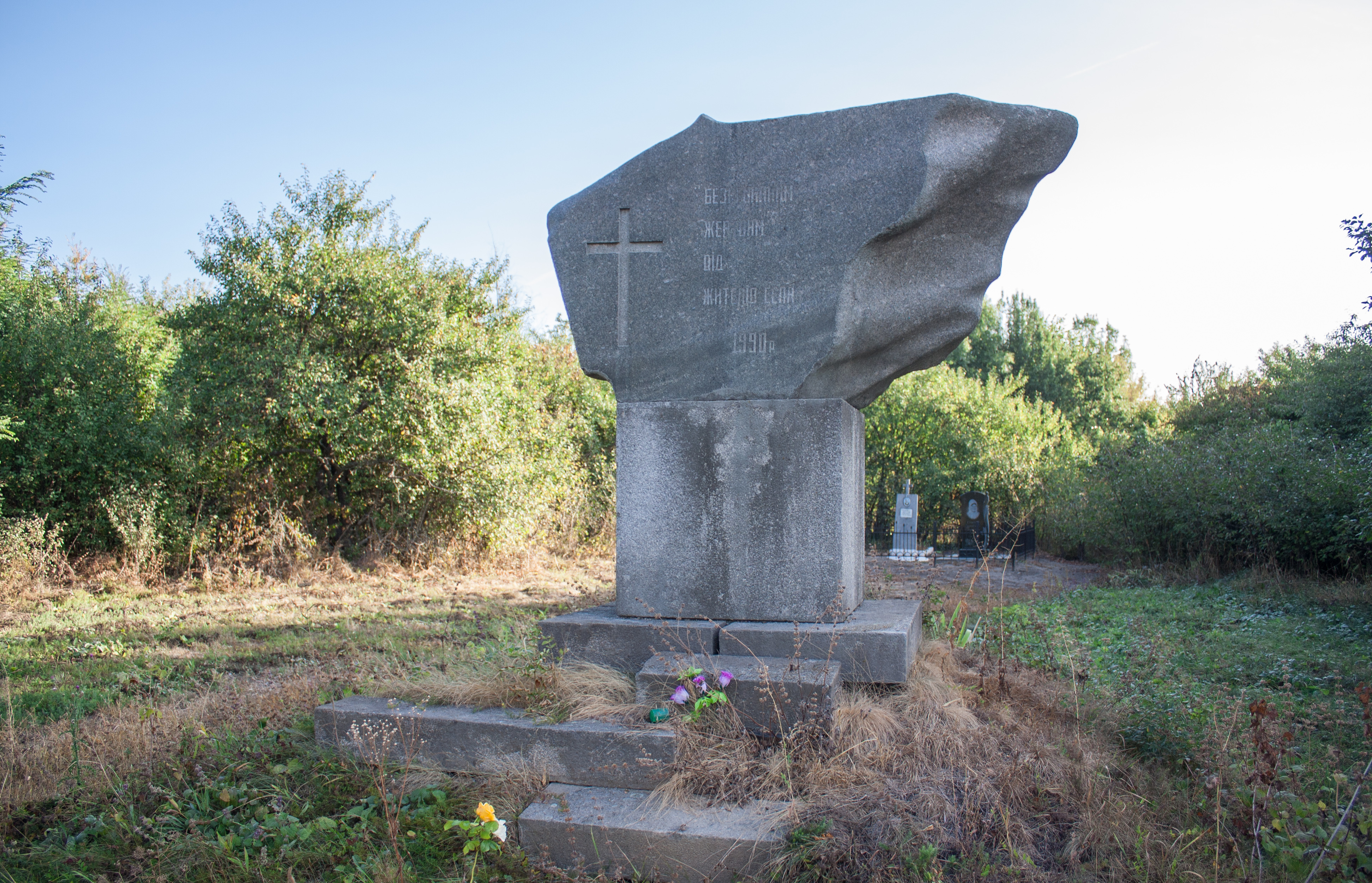
Пам’ятний знак жертвам Голодомору